# 有田秀穂
有田 秀穂（ありた ひでほ、1948年1月28日 - ）は日本の脳生理学者、医師。専門領域は呼吸の脳神経学、セロトニン神経の機能と活性法、坐禅の科学。「セロトニン」が心身の元気とハピネスに関係する脳内物質であると主張。東邦大学医学部名誉教授。セロトニンDOJO代表。

## 人物
東京大学医学部在学中に、「潜り人、92歳」の著者である大崎映晋にダイビングを習い、東大海洋研究会を設立し、初代会長となった。
米国ニューヨーク州立大学バッファロー校に2年半留学し、1年後に新設の筑波大学基礎医学系の講師に着任、生理学に転向した。
東邦大学医学部第一生理学の助教授となり、睡眠時無呼吸の実験研究を行った。2000年に主任教授になって研究チームを組織し、「坐禅の丹田呼吸法を脳科学で読み解くヒューマン実験」を本格的に開始、セロトニン神経が中心的役割を担う事を証明し、サイエンスの国際誌に掲載された。また、脳内セロトニンが性ホルモンやオキシトシン（授乳やスキンシップで活性化される）で影響を受けることも解明した。
東邦大学を定年退職後、それまでの医学研究を臨床応用すべく、御徒町駅前にセロトニンDojoを開設した。
その他、2000年より12年間、中外医学社の月刊誌「Clinical Neuroscience」の編集委員。日本自律神経学会名誉会員。

## 経歴
- 東京都三鷹市に生まれる。
- 1966年 東京都立小石川高校卒業
- 1973年 東京大学医学部卒業
- 1974年 東京女子医科大学助手（心臓血圧研究所）
- 1976年 東海大学医学部助手（第二内科学講座）
- 1980年 State University of New York at Buffalo (Buswell Fellow)留学
- 1984年 筑波大学基礎医学系講師（生理学）
- 1990年 東邦大学医学部助教授（第一生理学講座）
- 1996年 東邦大学医学部教授（第一生理学講座）
- 2005年 東邦大学医学部教授（統合生理学に改名）
- 2013年 東邦大学名誉教授
- 2013年  セロトニンDojo代表

## 著書
- 『セロトニン呼吸法』 （高橋玄朴と共著） 地湧社 2002年
- 『セロトニン欠乏脳 - キレる脳・鬱の脳を鍛え直す』 生活人新書 2003年
- 『禅と脳』 （玄侑宗久と共著） 大和書房 2005年 のちに文庫
- 『脳内セロトニン・トレーニング』 かんき出版 2005年
- 『人体の構造と機能』 （原田玲子と共著） 朝倉書店 2005年
- 『呼吸の事典』 （監修） 朝倉書店 2006年
- 『脳内物質のシステム神経生理学』 中外医学社 2006年
- 『呼吸を変えれば「うつ」はよくなる』 PHP 2007年
- 『瞑想脳を拓く』 （井上ウィマラと共著） 佼成出版 2007年
- 『セロトニン脳活性法』 大和書房 2007年
- 『われ、ただ足るを知る』 （板橋興宗と共著） 佼成出版 2008年
- 『脳からストレスを消す技術』 サンマーク出版 2008年 のちにKindle版、さらに中国と韓国で翻訳出版
- 『共感する脳』 PHP新書 2009年 のちにKindle版
- 『ストレスに強い脳、弱い脳』 青春新書 2009年 のちにKindle版
- 『「セロトニン脳」健康法』 （中川一郎と共著） 講談社プラスα新書 2009年
- 『歩けば脳が活性化する』 WAC BUNKO 2009年
- 『仏教と脳科学』 （アルボムッレ・スマナサーラと共著） サンガ 2010年
- 『認知症介護はセロトニン力で楽になる』 青春新書 2010年
- 『ストレスすっきり！！脳活習慣』 徳間書店 2010年
- 『心のストレスが消える処方箋』 別冊宝島 2010年
- 『切替脳の活かし方』 ビジネス社 2011年
- 『まんが セロトニン健康法』 （松本麻希作品の監修） 講談社 2011年
- 『セロトニン睡眠法』 青春出版 2011年
- 『育脳の技術』 主婦と生活 2011年
- 『脳ストレスが消える生き方』 サンマーク出版 2011年
- 『男の子の脳の育て方』 かんき出版 2011年
- 『「親切」は驚くほど体にいい』 （デイビット・ハミルトン著の翻訳・監修） 飛鳥新社 2011年
- 『人間性のニューロサイエンス』 中外医学社 2011年
- 『思春期の女の子の気持ちがわかる本』 かんき出版 2011年
- 『セロトニン呼吸法』 （高橋玄朴と共著） 青春新書 2011年
- 『脳からストレスをスッキリ消す事典』 PHPビジュアル実用BOOKS 2012年
- 『「心のバネ」を強くする』 ぱる出版 2012年
- 『「脳の疲れ」がとれる生活術』 PHP文庫 2012年 のちにKindle版
- 『「会社帰りに一杯」の習慣は大正解だった』 マイナビ新書 2012年
- 『医者が教える正しい呼吸法』 かんき出版 2013年
- 『「うつ」が消える食べ方＆レシピ』 （弥富秀江と共著） 河出書房新社 2013年
- 『50歳から脳を整える』 成美文庫 2013年
- 『涙活でストレスを流す方法』 （寺井広樹と共著） 主婦の友社 2013年
- 『脳を活性化する - 武道とセロトニン』 日本武道館 2014年
- 『脳からストレスをスッキリ消す事典』PHPビジュアル実用BOOKS2015年
- 『「老脳」と心の癒し方』かんき出版2016年
- 『ひらめく！ひとり散歩ミーティング』きこ書房2016年
- 『自律神経をリセットする太陽の浴び方』山と渓谷社2018年

## CD・DVD等
- CD『ラジオ深夜便 「安らかな心を育む」』 NHK 2006年
- CD『Walking Therapy - セロトニン活性』 （監修）  Della 2008年
- DVD『目で見る解剖と生理 「呼吸」』 医学映像教育センター 2009年
- CD『パワーレクチャー講演 朝5分間のセロトニン脳健康法』 暦日会 2010年
- CD『脳ストレス解消』 （監修） Della 2011年
- DVD『ビジネスマン健康カレッジ 「脳からストレスを消す技術」マネジメント講座』  ビジネス・ブレークスルーKLP 2012年